# Santo Souza
José Santo Souza (Riachuelo, 27 de janeiro de 1919 — Aracaju, 18 de abril de 2014), nascido José dos Santos, mais conhecido como Santo Souza, foi um poeta brasileiro.
Nascido em Riachuelo, de família humilde, trabalhou desde os 10 anos como auxiliar de farmácia, nunca concluiu o curso primário. Estudou música e compôs algumas valsas na juventude. Aprendeu o caminho das letras com a professora Maria Isabel Marafuz e "Belinha" e "Maroquinha", qual faz dedicatória em seu primeiro livro Cidade Subterrânea
Aos 10 anos, escreveu a seguinte quadra: "A origem do amor é um fanal/ que ilumina a fonte de nossas amarguras,/ tornando nosso coração cheio de ternuras luminosas,/semelhante à luz espiritual" qual encantou o poeta José Sampaio, que depois o ajudou nos estudos de poesia.
Apesar dos incentivos de Sampaio, que era um nome notório entre a intelectualidade sergipana, Santo Souza só iria publicar seu primeiro livro, "Cidade Subterrânea" de 1953, aos 34 anos, após Lincoln de Souza descobrir o poeta e chamar a atenção para José Augusto Garcez, então principal nome editorial de Sergipe com seu Movimento Cultural de Sergipe. O livro contou com o prefácio de Luiz da Câmara Cascudo e se trata de uma obra com predominância parnasiana, por mais que haja poemas em verso-livre.
Entretanto, o ápice da poética souzeana é alcançado no seu livro "Ode Órfica" de 1956, qual foi elogiado por Sergio Milliet e dissera "Anotem os críticos o nome desse poeta de Sergipe. Terão de falar dele um dia". "Ode" denota a influência do Simbolismo Brasileiro e Francês pelo retorno à espiritualidade na poesia, da rigidez formal Camoniana e, especialmente, nos mistérios de Orfeu. Posteriormente, a "Ode" seria relançada junto de "Pentáculo do Medo (1980)" acrescido da "Convocação ao Reino de Orfeu" em "A Ode e o Medo (1988)". Com a publicação de "Âncoras de Argo" em 1994, completa a Trilogia Órfica e, em 1998, publica "A Construção do Espanto" qual reúne a "Convocação ao Reino de Orfeu", a "Ode Órfica", o "Pentáculo do Medo" e "Âncoras de Argo" acrescida de uma breve fortuna crítica do autor.
Era membro da Academia Sergipana de Letras, membro efetivo da Associação Sergipana de Imprensa e membro correspondente da Academia Paulista de Letras e fez parte da Maçonaria. Foi primo do ator, poeta, escritor e ativista sergipano Severo d'Acelino.
Morreu de câncer de pulmão, na sua casa, enquanto dormia.Santo Souza deixou 8 filhos, 27 netos e 18 bisnetos.

## Obra[7]
- Cidade Subterrânea (1953) (com prefácio de Câmara Cascudo e ilustração de capa por Álvaro Santos)[2]
- Caderno de Elegias (1954)
- Relíquias (1955)
- Ode Órfica (1956)
- Pássaro de Pedra e Sono (1964) - Ilustração de Capa por Lev Smarcevski. Desenhos de Jenner Augusto, Lênio Braga e Leonardo Alencar.)
- Oito Poemas Densos (1964) - Colaboração com Hunald Alencar, Renato Nunes e Alberto Carvalho. Ilustrações de Juarez Paraíso, Emanoel Araújo e Leonardo Alencar.
- Concerto e Arquitetura (1974)
- Pentáculo do Medo (1980)
- A Ode e o Medo (1988)
- Obra Escolhida (1989)
- Âncoras de Arco (1994)
- A Construção do Espanto (1998)
- Rosa de Fogo e Lágrima (2004)
- Réquiem para Orféu (2005)
- Ésquilo na Tormenta (2006)
- Deus Ensanguentado (2008)
- Crepúsculo de Esplendores (2010)